# NGC 3887
NGC 3887 est une galaxie spirale barrée située dans la constellation de la Coupe. NGC 3887 a été découverte par l'astronome germano-britannique William Herschel en 1785.

## Caractéristiques
La classe de luminosité de NGC 3887 est II-III et elle présente une large raie HI. Elle renferme également des régions d'hydrogène ionisé.

### Distance
Sa vitesse par rapport au fond diffus cosmologique est de 1 569 ± 25 km/s, ce qui correspond à une distance de Hubble de 23,15 ± 1,66 Mpc (∼75,5 millions d'al).
À ce jour, 16 mesures non basées sur le décalage vers le rouge (redshift) donnent une distance de 17,688 ± 1,822 Mpc (∼57,7 millions d'al), ce qui est légèrement à l'extérieur des valeurs de la distance de Hubble. Puisque cette galaxie est relativement rapprochée du Groupe local, il est probable que cette valeur soit plus près de la distance réelle de NGC 3887. Notons que c'est avec la valeur moyenne des mesures indépendantes, lorsqu'elles existent, que la base de données NASA/IPAC calcule le diamètre d'une galaxie.

### Luminosité dans l'infrarouge
La luminosité de la galaxie NGC 3887 dans l'infrarouge lointain (de 40 à 400 µm)  est égale à 5,13 × 109 {\displaystyle L_{\odot }} (109,71{\displaystyle L_{\odot }}) et sa luminosité totale dans l'infrarouge (de 8 à 1 000 µm) est de 6,31 × 109 {\displaystyle L_{\odot }} (109,80{\displaystyle L_{\odot }}).

## Morphologie

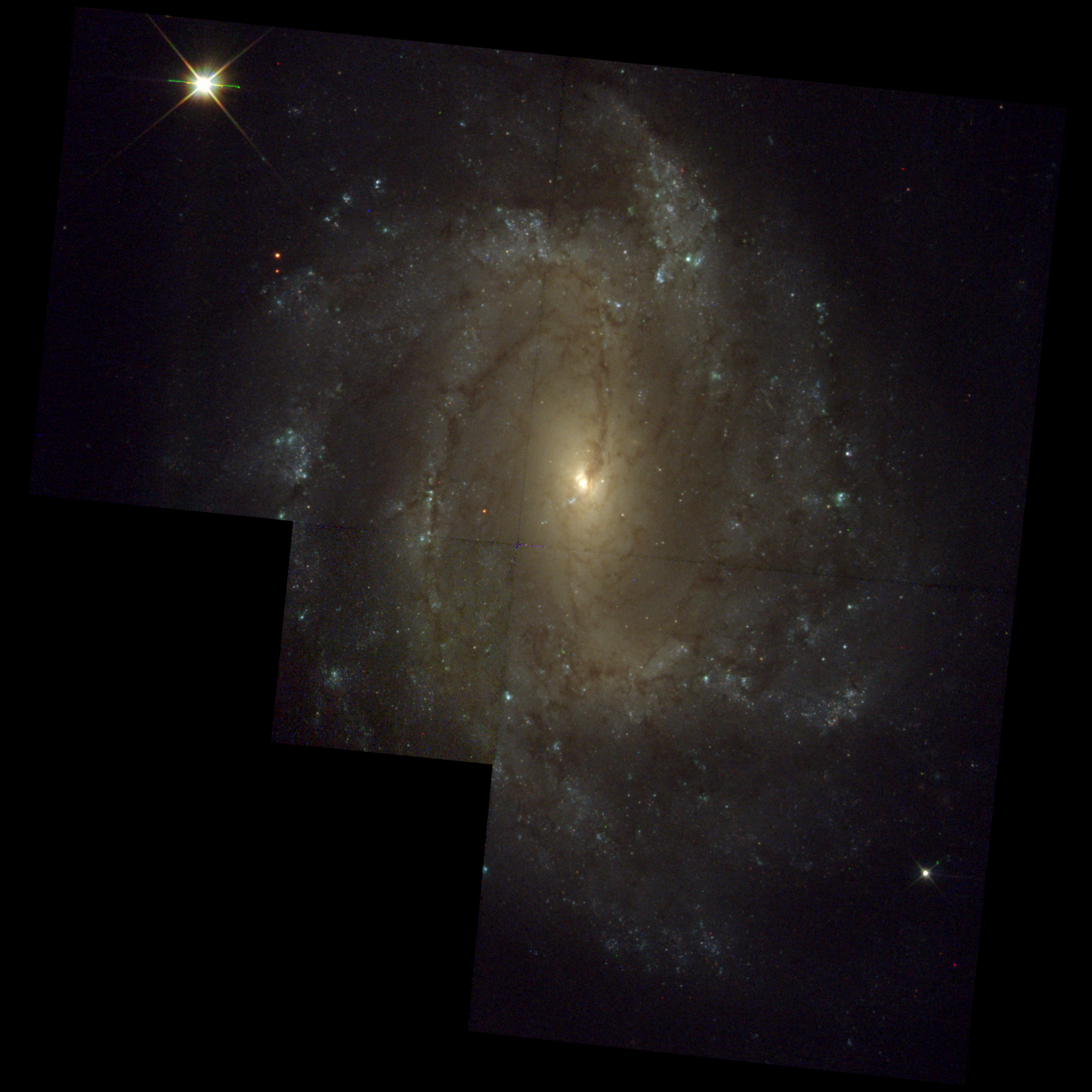
Image obtenue des données du télescope spatial Hubble avec le logiciel Aladin.
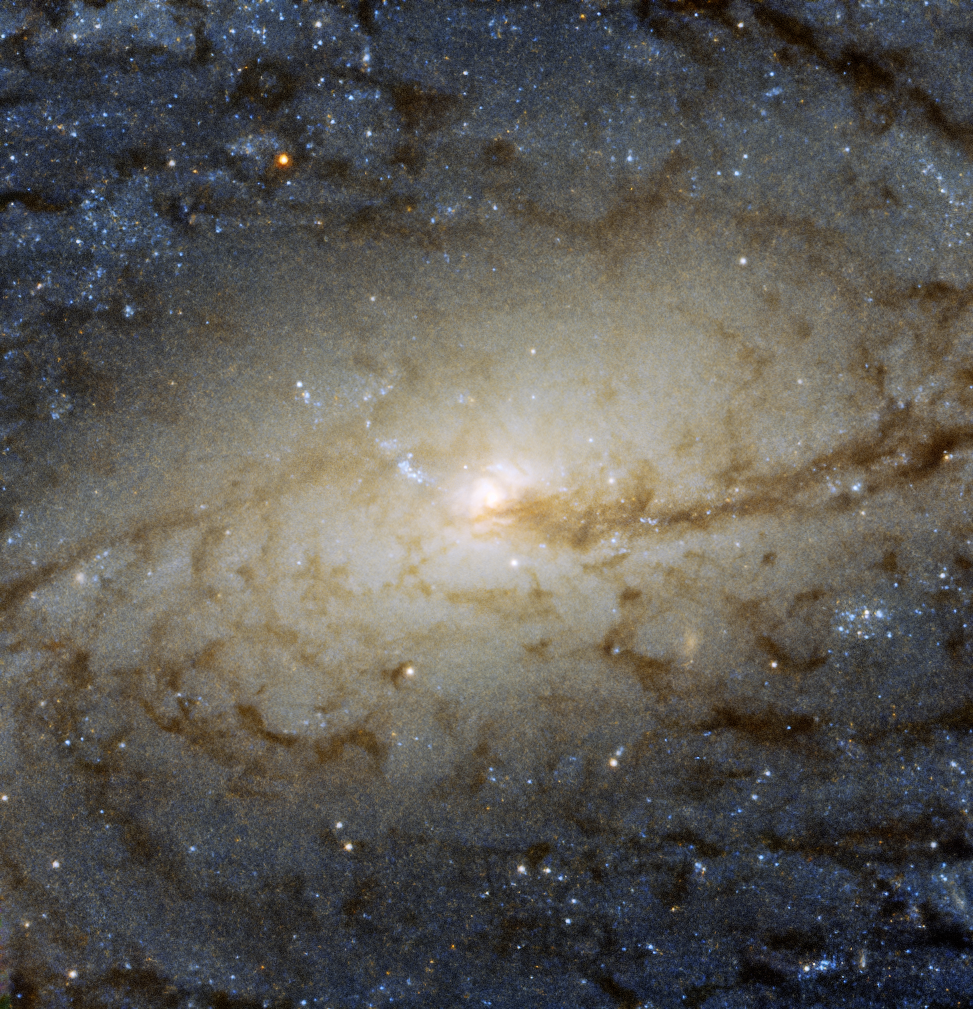
Image captée par la caméra à grand champ (WFC) du télescope spatial Hubble.
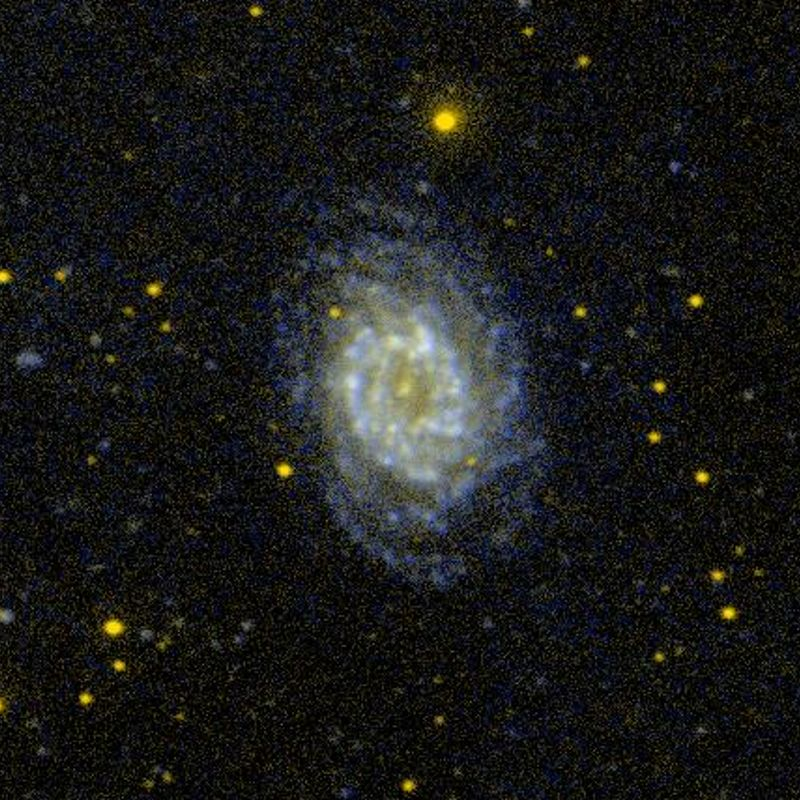
NGC 3887 en ultraviolet par le télescope spatial GALEX.

NGC 3887 a été utilisée par Gérard de Vaucouleurs comme une galaxie de type morphologique SB(rs)bc dans son atlas des galaxies.
Eskridge, Frogel et Pogge ont publié un article en 2002 décrivant la morphologie de 205 galaxies spirales ou lenticulaires rapprochées. Les observations ont été réalisées dans la bande H de l'infrarouge et dans la bande B (le bleu). Selon Eskridge et ses collègues, NGC 3887 est de type SABbc dans la bande B et SBab dans la bande H. Le bulbe de NGC 3887 est relativement petit, condensé au centre et devenant très elliptique avec l'augmentation du rayon. Ce bulbe est fileté par une barre avec presque le même angle de position que celui-ci. Cette galaxie présente un motif spiralé à deux bras. Ceux-ci commencent aux extrémités de la barre et ils sont visibles sur environ 300°. Ces bras n'ont pas de nœuds, mais ils sont assez grumeleux, ce qui est un caractéristique beaucoup plus vaste que les nœuds typiques de formation d’étoiles. Au-delà de ~180°, les bras sont visibles surtout par ces bosses dont l'émission diffuse se perd en grande partie dans le ciel. 